# ثورفالد ن. ثييل
ثورفالد ن. ثييل (بالدنماركية: Thorvald Nicolai Thiele)‏ هو رياضياتي وعالم فلك وأستاذ جامعي دنماركي، ولد في 24 ديسمبر 1838 في كوبنهاغن في الدنمارك، وتوفي بنفس المكان في 26 سبتمبر 1910.